# Amt Hüfingen
Das Amt Hüfingen war in napoleonischer Zeit eine Verwaltungseinheit im Südosten des Großherzogtums Baden. Es bestand von 1807 bis 1813.

## Geschichte

### Historischer Hintergrund
Die in der Baar am Ufer der Breg gelegene Stadt Hüfingen war 1620 durch Kauf von den Schellenbergern zum Haus Fürstenberg gekommen. Zunächst der Nebenlinie Möhringen zugeordnet, kam sie nach deren Aussterben 1640 an die Linie Meßkirch. Nun wurde sie Sitz eines Obervogteiamtes, das 1745 vergrößert und zum Oberamt Hüfingen heraufgestuft wurde. Geleitet wurde es von einem Oberamtmann.

### In badischer Zeit
Mit der Rheinbundakte von 1806 wurde das Haus Fürstenberg mediatisiert, ihr Fürstentum Fürstenberg zum größten Teil der badischen Landeshoheit unterstellt. Dessen Regierung errichtete daher im Sommer 1807 das standesherrliche Amt Hüfingen, das sich, neben dem Hauptort, aus den Ortschaften Herzogenweiler, Bruggen, Mistelbrunn, Heidenhofen, Sunthausen (der katholische Teil), Pfohren, Unterbaldingen, Talhof, Amtenhausen, Geisingen, Wartenberg, Gutmadingen, Neudingen, Sumpfohren, Döggingen, Tellingen, Kirchdorf, Grünburg, Hausen vor Wald, Behla, Fürstenberg, Langschloß, Hochemmingen und Allmendshofen zusammensetzte. Im Rahmen der Verwaltungsstruktur des Landes wurde es der Provinz des Oberrheins, auch Badische Landgrafschaft genannt, zugeordnet.
Im Dezember 1807 wurde das Amt Hüfingen dem landesherrlichen Obervogteiamt Villingen unterstellt. In Umsetzung des Novemberedikts von 1809 wurde diese Konstellation Anfang 1810 aufgehoben, das Amt unterstand nun dem neu errichteten Donaukreis. Ende 1810 wurde das Amt Donaueschingen aufgelöst und dem Amt Hüfingen eingegliedert.
Nachdem die Aufhebung der Patrimonialgerichtsbarkeit 1813 eine einheitliche Zuständigkeit der Ämter ermöglicht hatte, kam es hier zu einer Umstrukturierung: Der Norden wurde als Bezirksamt Donaueschingen ausgegliedert, zwei Orte gingen zum Bezirksamt Villingen. Dafür kamen von den aufgelösten Ämtern Blumberg und Löffingen mehrere Ortschaften hinzu. Das nun neu entstandene Bezirksamt Hüfingen wurde zugleich als Kriminalamt zuständig für Donaueschingen, Bonndorf und Stühlingen.

## Weitere Entwicklung
Das Bezirksamt Hüfingen wurde 1849 aufgelöst und dem Bezirksamt Donaueschingen eingegliedert. Dieses wurde 1939 in den Landkreis Donaueschingen umgewandelt. Er wurde Anfang 1973 aufgeteilt, dabei kamen Hüfingen und Umgebung zum Schwarzwald-Baar-Kreis, andere Gemeinden des ursprünglichen Amtes Hüfingen zum Landkreis Tuttlingen.